# ولی فالز (اورگن)
ولی فالز (به انگلیسی: Valley Falls) یک منطقهٔ مسکونی در ایالات متحده آمریکا است که در اورگن واقع شده‌است. ولی فالز ۱٬۳۱۸٫۸۹ متر بالاتر از سطح دریا واقع شده‌است.